# Matrimonio concertado

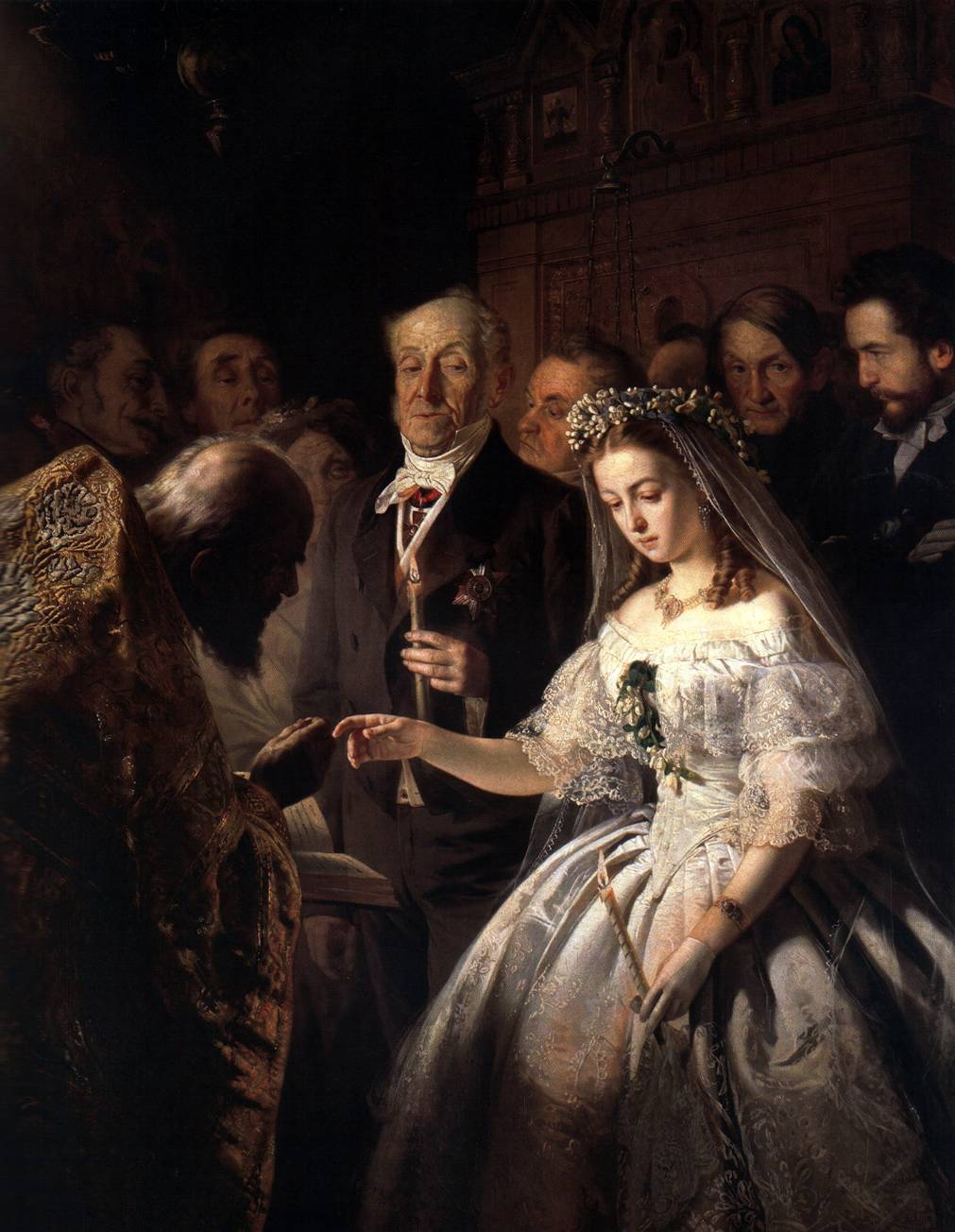
Matrimonio desigual, pintura del del artista ruso Pukirev. Muestra un matrimonio arreglado donde una joven es forzada a casarse con alguien mucho mayor a quien no quiere.

Un matrimonio concertado o matrimonio arreglado es un tipo de unión marital donde los novios son seleccionados por un tercero en vez de ellos mismos. Una práctica común en todo el mundo hasta el siglo XVIII. En la actualidad, los matrimonios arreglados son más comunes en Asia del Sur, África, Oriente Próximo, en algunas partes de América Latina, el Sudeste Asiático y en algunas regiones de Asia Oriental; en algunos países desarrollados esta práctica continua dentro de algunas familias reales, en algunas regiones de Japón,  entre inmigrantes y minorías de grupos étnicos. Otro grupo que practican esta costumbre es la Iglesia de la Unificación.
Los matrimonios arreglados pueden tomar una variedad de formas que van desde matrimonios forzados (donde la novia o el novio, o ambos, no tienen elección en el asunto) hasta matrimonios consensuales (donde la novia y el novio han permitido que personas externas los junten). Los matrimonios forzados, aunque todavía se practican en algunas culturas, generalmente se consideran por debajo de las normas internacionales y han sido condenados por las Naciones Unidas. La subcategoría específica de matrimonio infantil dentro de los matrimonios forzados está especialmente condenada. Muchas culturas, sin embargo, practican arreglos matrimoniales que son en su mayoría o totalmente consensuales. Esto es más frecuente en los países más empobrecidos, aunque también es común en algunos países con mayores riquezas.
Matrimonio arreglado difiere de un matrimonio autónomo —llamado matrimonio por amor en algunas partes del mundo— donde las personas encuentran y seleccionan sus propios cónyuges; los matrimonios arreglados, por el contrario, se fijan generalmente por los padres o un familiar mayor. En algunos casos, el matrimonio arreglado implica un casamentero como un sacerdote o líder religioso, un sitio web matrimonial, amigos en común o una tercera parte de confianza.
Los matrimonios arreglados varían en la naturaleza y en la cantidad de tiempo que pasa entre la primera presentación y el compromiso. En un matrimonio arreglado de “introducción única”, también conocido como matrimonios cuasi–organizados o asistidos, los padres o tutores presentan un cónyuge potencial o pretendiente. A partir de ahí, le corresponde a los dos individuos el desarrollar la relación y hacer una elección final. No hay un período de tiempo establecido. Esto es cada vez más común en Japón, partes de América Latina y África, Asia meridional y Asia oriental.

## Historia
Los matrimonios arreglados eran los más comunes en el mundo hasta el siglo XVIII. Por lo general, los matrimonios estaban dispuestos por los padres, abuelos u otros parientes. Algunas excepciones históricas son conocidas, como los rituales de cortejo y esponsales durante el período renacentista de Italia. y los matrimonios gandharva  en el período védico de la India.
En China, los matrimonios arreglados (baoban hunyin, 包辦婚姻) —a veces llamados matrimonios a ciegas (manghun, 盲婚)— fueron la norma hasta mediados del siglo XX. Un matrimonio era una negociación y decisión entre los padres y los miembros de mayor edad de ambas familias. Al niño y la niña se les informaba que llegado el momento debían casarse, sin el derecho a dar su consentimiento, incluso si estos nunca se habían conocido antes del día de la boda.
Los matrimonios arreglados eran también la norma en Rusia hasta principios del siglo XX, la mayoría de los cuales eran endógamos.
Hasta la primera mitad del siglo XX, los matrimonios arreglados eran comunes en las familias inmigrantes en los Estados Unidos. A veces se les llamaba matrimonios picture-bride (prometida de foto) entre los inmigrantes americano–japoneses porque la novia y el novio solo se conocían a través del intercambio de fotografías antes del día de su boda. Estos matrimonios entre inmigrantes eran típicamente arreglados por los padres o familiares del país de origen. Como los inmigrantes se establecían y se adaptaban en una nueva cultura, los matrimonios concertados desplazaron primero a los matrimonios cuasi–organizados donde los padres o amigos hacían presentaciones y la pareja se reunía antes del matrimonio; con el tiempo, los matrimonios entre los descendientes de estos inmigrantes cambiaron a matrimonios autónomos impulsados por la elección individual, citas y cortejo a preferencia de las personas, junto con un aumento de los matrimonios interraciales. Dinámicas históricas similares se reivindican en otras partes del mundo.
Los matrimonios concertados han disminuido en los países prósperos con la movilidad social, el ascenso del individualismo y la familia nuclear; sin embargo, los matrimonios arreglados aún se observan en países de Europa y América del Norte, entre las familias reales, aristócratas y los grupos religiosos minoritarios, como en el matrimonio entre los grupos de mormones fundamentalistas de los Estados Unidos. En la mayoría de otras partes del mundo, los matrimonios concertados siguen en forma cuasi-organizada, junto con los matrimonios autónomos.

## Comparaciones
En los estudios académicos los matrimonios se han clasificado en cuatro grupos en donde:
- padres o tutores eligen, los individuos no son ni consultados ni tienen opinión propia antes del matrimonio (matrimonio forzado).
- padres o tutores eligen, entonces los individuos son consultados, quienes consideran y consienten el arreglo, cada individuo tiene el poder de rechazar. A veces, las personas se reúnen (en un entorno familiar o privado) antes del compromiso y el casamiento como en la costumbre shiduj entre Judíos ortodoxos.
- los individuos eligen, entonces los padres o tutores se les consulta, quienes consideran y consienten el arreglo, los padres tienen el poder de rechazar el compromiso.
- los individuos eligen, los padres o tutores no son ni consultados ni tienen decisión antes del matrimonio (el matrimonio autónomo).

Gary Lee y Lorene Stone sugieren que la mayoría de los matrimonios de adultos en la historia moderna reciente, están en algún grado entre ser un ejemplo de matrimonio arreglado y un matrimonio autónomo, en parte porque el matrimonio es una institución social. Del mismo modo, Broude y Greene, después de estudiar 142 culturas de todo el mundo, informaron que 130 culturas tienen elementos de matrimonio arreglado.

### Tipos
Hay muchos tipos de matrimonios arreglados, algunos de estos son:
- El matrimonio exogámico Arreglado: es uno en que un tercero busca y selecciona la novia y el novio con independencia de su grupo social, económico y cultural.
- El matrimonio endogámico Arreglado: es uno en que un tercero busca y selecciona la novia y el novio de un grupo social, económico y cultural particular.
- Matrimonio consanguíneo:  es un tipo de matrimonio arreglado endogámico.[34] Es uno donde la novia y el novio comparten un abuelo o antepasados cercano. Ejemplos de estos incluyen los matrimonios entre primos primeros, matrimonios tío-sobrina, matrimonios con primos segundos, y así sucesivamente. Los matrimonios consanguíneos más comunes son los matrimonios entre primos primeros, seguidos de los matrimonios con primos segundos y tío-sobrina. Este tipo de matrimonios arreglados son más comunes en las comunidades musulmanas del mundo. Entre el 25 y el 40% de todos los matrimonios en partes de Arabia Saudita y Pakistán son matrimonios entre primos primeros; mientras que globalmente los matrimonios consanguíneos arreglados exceden del 65 al 80% en varias regiones del Oriente Medio, África del Norte y Asia Central islámica.[35][36]

La novia y el novio en todos los tipos anteriores de matrimonios arreglados, por lo general tienen el derecho a dar su consentimiento; si la novia o el novio o ambos no tienen derecho a dar su consentimiento, se le llama un matrimonio forzado.
Un matrimonio arreglado no consanguíneo es uno donde la novia y el novio no comparten un abuelo o antepasados cercanos. Este tipo de matrimonios arreglados es común en el sur de Asia hinduista y budista , el sudeste de Asia, Extremo Oriente, América latina cristiana y África subsahariana.
Los matrimonios consanguíneos están prohibidos por la ley en muchas partes de Estados Unidos y Europa. Mientras que los matrimonios consanguíneos son comunes y culturalmente preferidos en países islámicos y por inmigrantes de países musulmanes en otras partes del mundo, están culturalmente prohibidos o considerados indeseables en la mayoría de las sociedades cristianas, hindúes y budistas. Los matrimonios arreglados consanguíneos eran comunes en las comunidades judías hasta el siglo XX, pero se han reducido a menos del 10% en los tiempos modernos.

## Causas y prevalencia del matrimonio arreglado
A lo largo de la historia humana hasta los tiempos modernos, la práctica de los matrimonios arreglados se ha animado por una combinación de factores tales como la práctica del matrimonio infantil, el matrimonio tardío, la tradición, cultura, religión, pobreza y pocas opciones, discapacidad, cuestiones de riqueza y herencia, política o conflictos sociales y étnicos.

### Matrimonio infantil

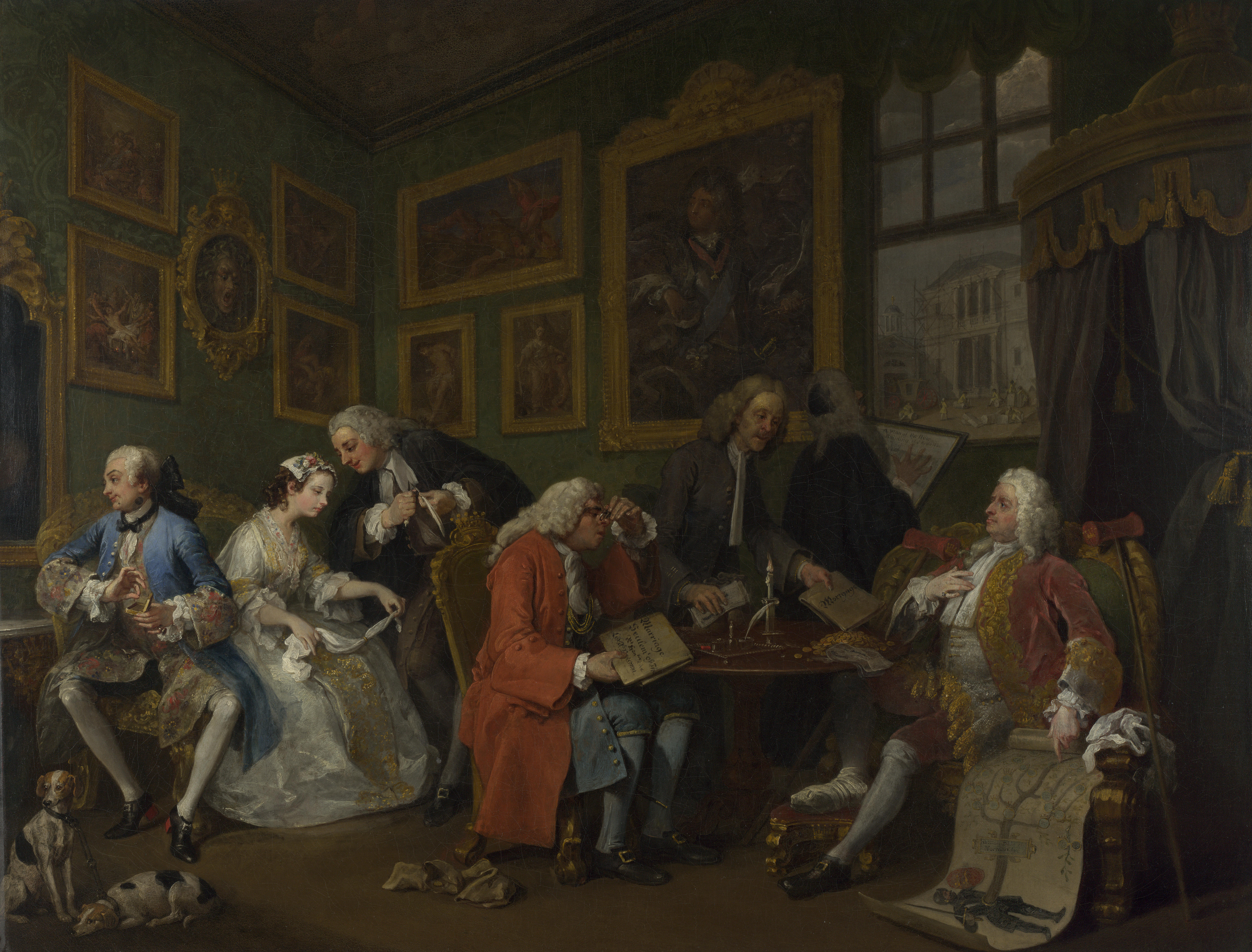
"Marriage à-la-mode" ("Matrimonio a la moda") por William Hogarth: una sátira de los matrimonios arreglados y la predicción de causar desastre.

El matrimonio infantil, en particular los de menores de 12 años, no prepara ni proporciona al individuo mucha oportunidad de hacer una elección informada y libre sobre el matrimonio. Estos matrimonios infantiles son de forma implícita matrimonios arreglados.  En las zonas rurales del África subsahariana, Asia meridional y América Latina, la pobreza y la falta de opciones, tales como ser capaz de asistir a la escuela dejan pocas alternativas a los niños aparte de matrimonios arreglados.
Según Warner, en los países con las tasas más altas de matrimonios infantiles, el matrimonio de la niña es casi siempre arreglado por sus padres o tutores. Los países con las tasas más altas de matrimonios infantiles son: Nigeria, Chad,  Malí, Bangladés, Guinea, República Centroafricana, Afganistán, Yemen y Pakistán. Matrimonios infantiles también se observan en algunas partes de América.

### Pobreza
En las comunidades pobres, cada boca adulta que alimentar se vuelve una carga continua. El arreglar un matrimonio de una hija, dicen los académicos, es una forma de reducir este problema. La pobreza, entonces, es un conductor de los matrimonios arreglados.
Esta teoría,  es apoyada con la rápida caída observada en los matrimonios arreglados en las economías de rápido crecimiento de Asia. Los beneficios dados a los padres por las contribuciones de sus hijas solteras que ganan un salario se ha citado como una razón a la creciente renuencia a ver a sus hijas casadas a una edad demasiado temprana.

### Matrimonios tardíos
El matrimonio tardío, sobre todo más allá de la edad de 40 años, reduce la cantidad de solteros disponibles para matrimonios autónomos. Presentaciones y matrimonios arreglados se convierten en una opción productiva.
Por ejemplo, en parte debido a la prosperidad económica, el 40% de las mujeres japonesas modernas llegan a la edad de 29 años solteras. Para ayudar a los matrimonios tardíos, la costumbre tradicional de matrimonios arreglados llamada Miai-kekkon está resurgiendo. Participan la futura novia y el novio, la familia, los amigos y un casamentero (Nakodo, 仲 人); el par se selecciona mediante un proceso con los individuos y familiares involucrados (iegara, 家 柄); y por lo general la pareja se reúne tres veces, en público o en privado, antes de decidir si quieren comprometerse.

### Opciones limitadas
Poblaciones étnicas minoritarias migrantes tienen pocas opciones de conocer compañeros, sobre todo cuando son estereotipados, segregados o evitados por la mayoría de la población. Esto anima a la homogamia y los matrimonios arreglados dentro del grupo étnico. Los ejemplos de esta dinámica incluyen los matrimonios sijs entre 1910 y 1980 en Canadá,  matrimonios cuasi-organizados homógamos entre ascendencia europea sudafricana, matrimonios arreglados entre los Judíos jasídicos,  los matrimonios entre inmigrantes americano-japoneses antes de la década de 1960, que viajaban a Japón, para casarse con el cónyuge organizado por la familia, y luego regresar casados. En otros casos, una chica de Japón podía llegar a los Estados Unidos como una novia-foto, lista para casarse con el hombre americano-japonés a su llegada, a quien nunca había conocido antes.

### Discapacidades físicas
Ciertas discapacidades físicas aumentan la probabilidad de matrimonios arreglados, incluso forzados, en algunas partes del mundo. Okonjo dice que una discapacidad física en una novia, y más aún, en un novio es una de las razones por el arreglo temprano de matrimonios en Nigeria.

### Tradición
Muchas culturas tradicionalmente buscan matrimonios endogámicos. Un ejemplo destacado de esta práctica es la cultura hindú, donde los novios pertenecen a la misma casta, pero no son consanguíneos, esto es, que la novia y el novio no son parientes de sangre, ni miembros de la familia extendida. Otros ejemplos de culturas que siguen la tradición de matrimonio arreglado endogámico incluyen la Amish en Estados Unidos, los judíos Orthodoxos en Canadá, los Estados Unidos, Israel y Europa occidental, árabes cristianos  tales como cristianos coptos en Egipto. El matrimonio arreglado es también la tradición de muchas naciones islámicas de Asia occidental y África del Norte, pero con la diferencia de que entre el 17% y la mayoría de los matrimonios en estos países son también los matrimonios consanguíneos.
Matrimonios no consanguíneos endogámicos limitan el número de parejas potenciales disponibles, sobre todo cuando el tamaño de la población para la religión o casta o grupo es pequeño; una limitada cantidad de parejas potenciales alienta el arreglo de matrimonios cuasi-organizados.
La práctica de los matrimonios consanguíneos endogámicos, limita drásticamente las posibilidades de matrimonio; alienta inherentemente los matrimonios arreglados según la tradición y el nacimiento. Más de 1,3 millones de personas, principalmente de la fe islámica realizan la práctica de matrimonios arreglados. Esta práctica también es observada, aunque en mucha menor medida, en algunos grupos étnicos de África, India, Indonesia, Polinesia y América del Sur. En Pakistán y Arabia Saudita, la mayoría (más del 65%) de todos los matrimonios arreglados son endógamos y consanguíneos. Más del 40% de todos los matrimonios arreglados son endógamos y consanguíneos en Irak, Irán, Jordania, Siria, Yemen, Kuwait, Emiratos Árabes Unidos, Omán, Sudán, Libia y Mauritania; y más de 1 de cada 5 matrimonios en Turquía, Egipto, Argelia, regiones de Nigeria, India y Malasia con altas poblaciones musulmanas son matrimonios arreglados endogámicos y consanguíneos . Entre estas poblaciones islámicas, los matrimonios arreglados incluyen matrimonios endogámicos y no consanguíneos, y por lo tanto superan las tasas observadas por encima de los matrimonios endogámicos y consanguíneos.

### Costumbre
La consecuencia de algunas costumbres es el matrimonio arreglado. Por ejemplo, en las zonas rurales y tribales de Pakistán y Afganistán, las disputas, las deudas pendientes de pago en defecto y delitos como el asesinato son resueltas por un consejo de ancianos de la aldea, llamada jirga. Un castigo típico de un crimen cometido por varones implica que la familia culpable case su joven virgen entre 5 a 12 años de edad con un muchacho de la otra familia. Esta costumbre no requiere el consentimiento de la niña, o incluso de sus padres. Tales matrimonios infantiles organizados se llaman vani, swara y sak en diferentes lenguas regionales de Pakistán.
Otra costumbre en ciertas naciones islámicas,  como Pakistán, es el watta satta, donde un par de hermanos (niño y niña) de una misma familia se intercambian como futuros cónyuges de un par de hermanos de otra familia. En otras palabras, la mujer es también la hermana política para los hombres en dos familias. Esta costumbre lleva inherente la forma del matrimonio arreglado. Alrededor del 30% de todos los matrimonios en las regiones rurales del oeste de Pakistán son matrimonios por encargo watta-satta, y el 75% de estos matrimonios musulmanes son entre primos y otros parientes de sangre.  Algunas familias inmigrantes prefieren la práctica habitual de matrimonio arreglado.

### Política

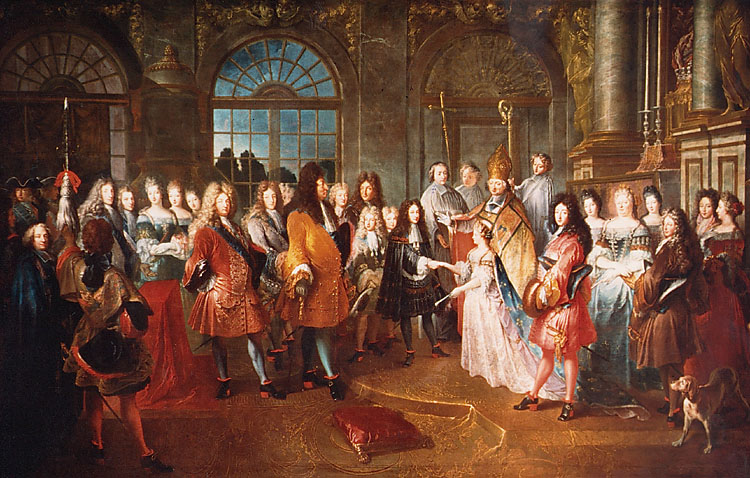
El matrimonio arreglado en 1697, de María Adelaida de Saboya, de 12 años con Luis, heredero al trono de Francia, como consecuencia del Tratado de Turín firmado el 29 de agosto de 1696. El matrimonio crea una alianza entre Luis XIV de Francia y el duque de Saboya.

Los matrimonios arreglados entre señores feudales, ciudades-estados y reinos, como un medio para establecer alianzas políticas, el comercio y la paz fueron comunes en la historia humana hasta el siglo XVIII.

### Cuestiones de riqueza y herencia
Durante la mayor parte de la historia humana, el matrimonio ha sido una institución social que produjo hijos y organiza la herencia de propiedad de una generación a la siguiente. Diversas culturas, en particular algunos miembros de la realeza y las familias aristocráticas, los matrimonios arreglados, son en parte para conservar o racionalizar la herencia de su riqueza.
Tongyangxi, también conocida como el matrimonio de Shim-pua en taiwanés - literalmente hijo o hija política - era una tradición de matrimonio arreglado, en el que una familia pobre arreglaría y casaría su hija preadolescente con una familia rica como sirvienta. La niña servía como sirvienta/esclava gratuita, además de ser la hija política del hijo adoptivo de la familia. Este tipo de matrimonio arreglado, en teoría, permitía a la niña a escapar de la pobreza y a la familia rica conseguir mano de obra gratuita y una hija política. Zhaozhui era una costumbre relacionada por el cual una familia rica que carecía de un heredero iba a arreglar el matrimonio de un niño chico de otra familia. El muchacho se movería a la familia rica, asumiría el apellido de la nueva familia, y se casaría con la hija de la familia. Tales matrimonios arreglados ayudaron a mantener la herencia del linaje. Matrimonios similares eran comunes para mantener la riqueza de la herencia en países como Corea, Japón y otras partes del Extremo Oriente.

### Dote
En muchas culturas, especialmente en partes de África y el Medio Oriente, las hijas son valiosas en el mercado matrimonial, porque el novio y su familia deben pagar en efectivo y bienes por el derecho a casarse con la hija. Esto se denomina como dote y localmente, por diversos nombres como Lobola y Wine Carrying. La dote es típicamente mantenida por la familia de la novia, después de la boda, y es una fuente de ingresos para las familias pobres. Los hermanos, padre y parientes masculinos de la novia suelen tener mucho interés en organizar un matrimonio con un hombre que está dispuesto a pagar más riqueza a cambio del derecho a casarse con ella.

### Religión
Algunas dominaciones religiosas reconocen los matrimonios solo dentro de la misma fe. De las principales religiones del mundo, solo el islam prohíbe el matrimonio de las niñas nacidas de un padre devoto con un hombre que no pertenece a esa religión. En otras palabras, el islam prohíbe el matrimonio de las jóvenes musulmanas con hombres no musulmanes,  y el castigo religioso para los que se casan fuera de esta es la muerte. Esta es una de las motivaciones de los matrimonios arreglados en las poblaciones minoritarias islámicas en Europa.

## Controversia
Los matrimonios concertados son debatidos activamente entre los estudiosos. Las cuestiones debatidas incluyen si los matrimonios arreglados se están utilizando para abusar del sistema de inmigración internacional; si los matrimonios arreglados violan los derechos humanos, en particular los derechos de la mujer; si se producen matrimonios más estables para la crianza de los hijos, la próxima generación; y si hay más o menos amor y respeto en la relación para la pareja casada.

### Matrimonios falsos
En discusiones dentro del Reino Unido se ha cuestionado si los matrimonios arreglados internacionales son falsos, un medio conveniente para obtener la residencia y la ciudadanía europea a inmigrantes, que de otro modo se les negaría una visa para entrar al país. Estos temores se han avivado por los divorcios observados una vez que se cumplió el período mínimo de residencia en el matrimonio requerida. La parlamentaria Ann Cryer ha alegado ejemplos de tales abusos por parte de las familias musulmanas del Asia del Oeste en su moción ante la Cámara de los Comunes del Reino Unido. Los Estados Unidos ha tenido una controversia similar con falsos matrimonios concertados.

### Los matrimonios arreglados y los derechos humanos
Varias organizaciones internacionales, como la UNICEF, han hecho campaña por leyes para prohibir los matrimonios arreglados en niños, así como los matrimonios arreglados forzados. El literal b del artículo 16 de la Convención sobre la Eliminación de todas las Formas de Discriminación contra la Mujer (The Convention on the Elimination of All Forms of Discrimination Against Women, CEDAW) que cubren el matrimonio y la ley de las familias, prohíbe los matrimonios arreglados.
Matrimonios Cuasi-organizados, también llamados matrimonios asistidos, donde los dos individuos dan independientemente consentimiento y tienen derecho a rechazar, son un tema polémico. Activistas como Charlotte Bunch sugieren que los matrimonios arreglados por los padres y otros miembros de la familia, por lo general asumen la preferencia heterosexual e implican presión emocional; esto lleva a que algunos individuos consientan al matrimonio bajo presión. Bunch sugiere que los matrimonios deben ser autónomos.
Por el contrario, la prevención de los matrimonios arreglados le puede hacer daño a muchas personas que quieren casarse y pueden beneficiarse de la participación de los padres en la búsqueda y selección de un compañero. Por ejemplo, Willoughby sugiere que los matrimonios arreglados funcionan porque eliminan la ansiedad en proceso de encontrar el Sr. y la Sra Derecho. Los padres, familiares y amigos proporcionan una perspectiva independiente cuando participan en el aprendizaje y la evaluación de la otra persona, la historia pasada, la conducta, así como la compatibilidad mutua de la pareja. Willoughby sugiere, además, que los padres y la familia proporcionan más de la entrada en el proceso de investigación y selección; a menudo, proporcionan apoyo financiero para la boda, la vivienda, el apoyo emocional y otros recursos valiosos para la pareja, ya que navegar más allá de la boda en la vida matrimonial, y ayudan a criar a sus hijos.
Michael Rosenfeld dice que las diferencias entre matrimonios autónomos y matrimonios cuasi-organizados es empíricamente pequeña; muchas personas se encuentran, tienen citas y deciden casarse o cohabitar con personas que tienen la misma procedencia, edad, intereses y clase social, factores que la mayoría de los padres utilizan para seleccionar su pareja, según Rosenfeld. Asumiendo que la cantidad de compañeros elegibles es grande, Rosenfeld sugiere que las diferencias entre los dos enfoques de los matrimonios no son tan grandes como algunos se podrían imaginar. Otros  han expresado sentimientos similares a Rosenfeld.

### Estabilidad
Las tasas de divorcio han aumentado en Europa y Estados Unidos, con el aumento de las tasas de matrimonio autónomas. Las tasas de divorcio más bajas del mundo son en culturas con altas tasas de matrimonios arreglados, como la cultura Amish de Estados Unidos (1%), los hindúes de la India (3%), y los Judíos Ultra-ortodoxos de Israel ( 7%). Por el contrario, más del 50% de los matrimonios autónomos en muchas partes de Europa y Estados Unidos terminan en divorcio. Esto ha llevado a preguntarse si los matrimonios arreglados son más estables que los matrimonios autónomos, y si importa esta estabilidad. Otros sugieren que las bajas tasas de divorcio pueden no reflejar la estabilidad, y que pueden reflejar la dificultad en el proceso de divorcio y el ostracismo social de los individuos, que eligen vivir en un matrimonio disfuncional en vez de afrontar las consecuencias de un divorcio.
Hay una diferencia en las tasas de divorcio observadas entre los distintos tipos de matrimonios arreglados. Las tasas de divorcio en los países islámicos con matrimonios consanguíneos arreglados, como Arabia Saudita, Turquía, Egipto, Catar, Jordania es de entre 20% a 35%,  en contraste con el menos del 10% de las tasas de divorcio en matrimonios arreglados no consanguíneos entre los Amish, hindúes y judíos ortodoxos.

### El amor y el respeto en matrimonios arreglados contra el matrimonio autónomo
Diversas encuestas por pequeños muestreos se han hecho para determinar si los matrimonios arreglados o los matrimonios autónomos tienen una vida matrimonial más satisfactoria. Los resultados son mixtos - algunos afirman que la satisfacción matrimonial es mayor en los matrimonios autónomos, otros no encuentran diferencias significativas. Johnson y Bachan han cuestionado el pequeño tamaño de la muestra y las conclusiones derivadas de ellas
Los estudiosos se preguntan si el amor y el respeto de la vida conyugal es mayor en los matrimonios arreglados que los matrimonios autónomos. Epstein sugiere que en muchos matrimonios arreglados, el amor surge con el tiempo. Ni los matrimonios arreglados ni los autónomos ofrecen ninguna garantía. Muchos matrimonios arreglados también terminan siendo fríos y disfuncionales, así, con informes de abuso.